# Головня, Владимир Николаевич
Владимир Николаевич Головня (7 января 1909 — 5 мая 1983, Москва) — советский кинооператор, организатор кинопроизводства.

## Биография
В 1939 году окончил операторский факультет Всесоюзного государственного института кинематографии. Работал на киностудии «Союздетфильм».
C 1941 по 1942 год был ассистентом кинооператора, затем кинооператором Северо-Западного фронта.
С 1 сентября 1942 года — директор Центральной студии кинохроники.
С февраля 1943 года — директор киностудии «Мосфильм».
С 24 февраля 1946 года по 14 мая 1955 года — директор ВГИКа.
С 23 мая 1955 года по 22 мая 1963 года — директор Центральной студии документальных фильмов (ЦСДФ).
С 1963 года — заместитель председателя Государственного комитета Совета Министров СССР по кинематографии.
Член КПСС с 1932 года. Член Союза кинематографистов СССР с 1957 года.
Преподавал экономику кинопроизводства на операторском факультете ВГИКа.

## Награды
- 1944 — Орден Красной Звезды
- 1945 — Медаль «За победу над Германией в Великой Отечественной войне 1941—1945 гг.»
- 1967 — Орден «Знак Почёта»
- 1971 — Орден Трудового Красного Знамени
- 1976 — Орден Октябрьской Революции